# تام کراس (تدوین‌گر)
تام کراس (انگلیسی: Tom Cross) تدوین‌گر فیلم آمریکایی است. وی فعالیت خویش را از سال ۱۹۹۷ به عنوان دستیار تدوین‌گر آغاز نموده است.

## جوایز
- جایزه اسکار بهترین تدوین فیلم (۲۰۱۴)

## بخشی از فیلم‌شناسی
- دل دیوانه (۲۰۰۹)
- شلاق (۲۰۱۴)
- جوی (۲۰۱۵ به همراه Alan Baumgarten, جی کسیدی و کریستوفر تلفسن)
- لا لا لند (۲۰۱۶)